# 경주 최부잣집
최 씨 가문은 조선조 최진립이 가문인 경주 최씨 가문이 17세기 초반부터 20세기 중반까지 약 300년 간 부를 이어온 것을 의미한다. 12대로 대대손손 가훈을 지켜가며 부를 쌓았고, 나그네나 거지들  에게 돈을 나누어 주고 밥을 먹여주는 좋은 선행을 했다. 노블리스 오블리주를 몸소 실천한 것으로 유명하다.

## 역사

### 성립
최진립은 임진왜란 때 참전하고, 정유재란 때에도 공을 세웠다. 전쟁이 끝난 후에도 오위도총부도사, 공조 참판, 삼도 수군통제사 등의 관직을 지냈다. 공으로써 부를 쌓은 최진립은, 아들 최동량을 교육시켜 최동량이 최부잣집을 발전시키는 데 도움을 줬다.
한편 최동량에게 재산을 물려주고 여생을 살던 최진립은 1636년 병자호란 때 참전했다가 전사했다.

## 발전
최동량은 많은 재산을 물려받고 큰 땅을 구입했다. 산부터 강까지 이르는 큰 땅을 산 후, 여기 전체에 농사를 짓기 시작했다. 아들 최국선은 둑을 세우고 옆에서 도우며 동반자가 되어 주었다.
최동량은 지나가는 사람들이 땅을 쓰고 싶은 듯 하면, 소작료를 수확한 곡식의 반만 받고 중간 관리자인 마름도 두지 않았다. 마름은 중간에서 소작료가 일꾼과 땅주인에게 잘 교류되는 지 검사관 역할을 맡았으나, 중간에서 소작료를 빼돌렸기 때문에 마름이 없는 것이 안전했다.
이런 방식으로 최동량은 일꾼을 모아 그 큰 땅을 모두 일구었다. 농사는 성공적이었고, 거름을 쓰는 시비법과 모내기를 하는 이앙법으로 농사를 지으면서 수확량을 크게 늘렸다.
한편 그 얼마후 최동량은 세상을 떠나고 최국선에게 최부잣집의 3대째 자리를 내준다.

### 가난한 사람들에 대한 배려
최국선부터 가난한 사람들에 대한 나눔이 시작되었다. 어느 불교 승려가 "재물은 거름과 같습니다. 재물을 나누면 세상을 이롭게 하지만, 움켜쥐면 썩습니다."라고 말씀하는 것을 듣고 나눔을 실천했다고 한다.최국선이 대를 이었을 땐 이미 최부잣집은 조선 최고의 부자였다. 최국선은 1671년 조선 현종 때에 흉년이 들어 농민들이 쌀을 빌려간 것을 못 갚게 되자 안타까워 하며, 아들 최의기 앞에서 담보문서를 모두 불살랐다.
최국선은 게다가 죽을 쑤어 거지들에게 푸짐하게 나눠주었으며, 보리가 여물지 않은 3월과 4월의 보릿고개엔 100석의 쌀을 이웃에게 나눠주었다.
게다가 최국선 대부터서 소작 수입의 1/3을 빈민구제로 쓰는 풍습이 생기면서 200년 후인 최준 대에까지 이어진다.
이렇듯 후손을 엄격하게 교훈하며 탐욕을 줄여갔던 최부잣집은 조선의 노블레스 오블리주를 실천한 예로 여겨지며, 세간의 존경을 받았다.

### 쇠퇴와 종말
최부잣집은 19세기 조정의 부패와 일본에 의해 나라가 혼란스러워지자 덩달아 무너져 갔다.
이때를 이어간 11대 최부자 최현식은 활빈당에 의해 최부잣집이 무너질 위기에 처했다. 그러나 최부잣집의 도움을 받았던 농민과 거지들이 스스로 말하지 않고도 활빈당을 물리쳐 줬으며, 무사히 이어지는 듯 했다.
그러나 12대 최부자 최준은 한일병합조약이 되면서, 최준은 일제강점기에도 독립자금 마련을 위해 백산무역주식회사를 세워 안희제와 운영하며 임시정부 재정부장을 맡아 독립운동 자금줄 역할을 했으며 그 증거 문서들이 2018년 고택 광에서 발견되기도 하였다. 해방 후엔 전재산을 모두 털어 대구대학(현재의 영남대학교)과 계림학숙을 세웠다.(최태민의 갈취)
이로써 최부잣집은 12대 300년의 역사를 이어오다 막을 내렸다.

### 최태민, 최순실 일가와의 악연
1964년 이병철 삼성그룹 대표는 차남 이창희와 함께 최준과 최염을 만나는데, 최준은 대구대 운영권을 삼성에 ‘구두로’ 넘긴다. 정부주도로 대구대 통합하여 만들어진 영남대는 박정희 전 대통령의 퇴임 후 뒷자리로 봐둔 곳이라는 설이 파다했는데, 박근혜는 1980년 29살의 나이로 영남대 이사장에 추대되고 학내 반발로 이사장직에서 사퇴하고 이사로 남는다.
1988년 사립대학으로선 초유의 국정감사를 받으며 박근혜는 영남대 이사직을 물러나 떠나면서 ‘차제에 학교 일에서 완전히 손떼겠다’고 성명을 발표하였으나, 2009년 박근혜는 당시 7명의 이사 가운데 4명을 추천하여 영남대 이사 추천권을 행사했다. “지금 실질적인 운영 권한은 박근혜 당선인이 행사한다고 봅니다"라고 경주 최부자의 종손 최염씨는 2013년 언론 인터뷰에서 영남대에 대해서 말했다.

## 최부잣집 육훈
육훈
1. 과거를 보되 진사 이상의 벼슬은 하지 말라
2. 1년에 1만 섬 이상 재산을 모으지 말라
3. 흉년에는 남의 논밭을 사지 말라
4. 집에 온 손님은 융숭하게 대접하라
5. 사방 100리 안에 굶어 죽는 사람이 없게 하라.
6. 가문에 시집 온 며느리들은 3년 동안 무명옷을 입도록 하라

## 가계도
| 대수 | 이름   | 생존 년도       | 가족 관계                            |
| ---- | ------ | --------------- | ------------------------------------ |
| 1대  | 최진립 | 1568년 ~ 1636년 | 최신보의 3남                         |
| 2대  | 최동량 | 1598년 ~ 1664년 | 최진립의 3남                         |
| 3대  | 최국선 | 1631년 ~ 1682년 | 최동량의 장남                        |
| 4대  | 최의기 | 미상            | 최국선의 차남                        |
| 5대  | 최승렬 | 1690년 ~ 1757년 | 최의기의 장남                        |
| 6대  | 최종률 | 미상            | 독자                                 |
| 7대  | 최언경 | 미상            | 최종률의 아들, 양자                  |
| 8대  | 최기영 | 미상            | 최언경의 장남                        |
| 9대  | 최세린 | 미상            | 자식 없음, 사후 최만희가 양자로 입적 |
| 10대 | 최만희 | 미상            | 최세린의 양자                        |
| 11대 | 최현식 | 1854년 ~ 1928년 | 최만희의 장남                        |
| 12대 | 최준   | 1884년 ~ 1970년 | 최현식의 장남                        |

## 같이 보기
- 명가 : 경주 최부잣집을 소재로 제작한 드라마.
- 경주 최씨
- 경주교동법주

## 참고
1. ↑  《기독교 사회주의 산책》/이덕주 지음/홍성사 96쪽
2. ↑  경주 최부자집은 박정희에게 어떻게 몰락했나
3. ↑  "200억을…" 독립운동 헌신 최부잣집 신화, 진짜였다 / SBS
4. ↑  “`그들만의 왕국으로 전락한 사립대` 67개교 족벌경영”. 동아닷컴. 2017년 9월 27일.
5. 1 2 3 4  “경주 최부자집은 박정희에게 어떻게 몰락했나”. 한겨레. 2013년 2월 1일.